# 譚布利頓 (阿拉巴馬州)
譚布利頓（英語：Tumbleton）是一個位於美國阿拉巴馬州亨利縣的非建制地區。該地的面積和人口皆未知。

## 地理
譚布利頓的座標為31°24′24″N 85°15′24″W / 31.40666°N 85.25666°W，而該地的平均海拔高度為110米（即361英尺）。